# Patrick Clausen
Patrick Clausen (* 2. Juli 1990 in Hvidovre) ist ein dänischer Bahn- und Straßenradrennfahrer.
Patrick Clausen wurde 2006 auf der Bahn nationaler Meister im Sprint der Juniorenklasse. Ab 2012 fährt er bei dem dänischen Continental Team Glud & Marstrand-LRØ. In seinem ersten Jahr dort gewann er die Abschlussetappe beim Flèche du Sud. Außerdem wurde er Zweiter bei der Dorpenomloop Rucphen hinter dem Sieger Giorgio Brambilla. 2013 konnte Clausen das Eintagesrennen Skive-Løbet für sich entscheiden.

## Erfolge – Straße
2012
- eine Etappe Flèche du Sud

2013
- Skive-Løbet

## Erfolge – Bahn
2006
- Dänischer Meister – Sprint (Junioren)

## Teams
- 2012 Glud & Marstrand-LRØ
- 2013 Team Cult Energy
- 2014 Team TreFor-Blue Water